# Manoir de la Haye
Le manoir de la Haye est un manoir du XVIIe siècle situé à Saint-Divy, au lieu dit La Haye, entre Brest et Landerneau, dans le nord du département français du Finistère. 

## Description
C'est Sébastien de Penfeunteniou [Penfentenyo], seigneur de Mesgral, qui remplace dans la seconde moitié du XVIIe siècle le vieux manoir gothique datant probablement du XVe siècle (et qui aurait lui-même succédé à une maison forte) par un château à l'architecture classique agrémenté d'un jardin à la française. La chapelle est aussi reconstruite à la même époque et surmontée en 1716 d'un clocheton à dôme. 
François-Marie de Penfeunteniou fut le dernier héritier direct du domaine ; il meurt, sans avoir émigré, en janvier 1794 à Lesneven. Son cousin François-Marie de Poulpry hérita du domaine et, à sa mort, c'est au tour de son propre cousin Charles Kerguisiau de Kervasdoué. Le manoir est vendu en 1860 à Joseph Vacheron, tanneur à la Petite Palue en Landerneau. 
Le manoir se compose d'un grand corps de logis rectangulaire d'un étage à six travées, plus un étage en comble, avec sur sa façade nord, un corps en hors-œuvre. Les fenêtres sont à fronton décoré et la  porte à contrecourbures feuillagées ouvrant sur un escalier monumental. Les façades, toitures et escalier intérieur sont inscrits aux Monuments historiques depuis le 26 mai 1977.
À l'entrée du domaine se trouve une petite chapelle construite en 1716 avec un clocher ajouré, au nord du manoir s'étend un jardin à la française bordé à l'est par deux étangs. Dans le domaine entourant le manoir, se trouvent les restes d'une enceinte elliptique avec douves et fondations d'un donjon carré datant du Moyen Âge.
Le château et son domaine furent rachetés par Édouard Leclerc en 1966 et servit alors de résidence principale pour son épouse et lui jusqu'à leur décès. Aujourd'hui propriété de ses enfants, il doit prochainement abriter le fonds Édouard et Hélène Leclerc.